# Estação Atemajac
A Estação Atemajac é uma das estações do VLT de Guadalajara, situada entre Guadalajara e Zapopan, entre a Estação Dermatológico e a Estação División del Norte. Administrada pelo Sistema de Tren Eléctrico Urbano (SITEUR), faz parte da Linha 1.
Foi inaugurada em 1º de setembro de 1989. Localiza-se no cruzamento da Estrada do Federalismo com a Avenida Patria Norte. Atende os bairros Atemajac, Valle de Atemajac, Santa Elena, Observatorio e González Ortega.